# Упередження зовнішнього впливу
Упередження зовнішнього впливу - це упередження атрибуції, коли люди надають більше ваги "зовнішнім стимулам" (наприклад, грошова винагорода), ніж "внутрішнім стимулам" (наприклад, отримання нової навички) в інших, але не в собі. Це упередження є зворотнім до фундаментальної помилки атрибуції, оскільки на відміну від неї, при упередженні зовнішнього впливу, мотивації інших вбачають як ситуативні, а свої - як диспозиційні.
Термін був вперше запропонований Чіпом Хітом, професором Стенфордського університету, коли він посилався на дослідження інших в галузі дослідження операцій.

## Дослідження
В одному з експериментів, студентів MBA попросили проставити за ступенем важливості мотивації клієнтських менеджерів Citibank. В середньому вони розташували мотивації таким чином:
1. Платня
2. Стабільність роботи
3. Якість соцпакету
4. Похвала начальника (її частота)
5. Робити щось, до дозволяє тобі добре почуватися про себе
6. Розвиток навичок та набуття досвіду
7. Створення чогось достойного
8. Пізнання нового

Самі ж клієнтські менеджери у тому самому опитуванні розташували свої мотивації наступним чином:
1. Розвиток навичок та набуття досвіду
2. Створення чогось достойного
3. Пізнання нового
4. Якість соцпакету
5. Стабільність роботи
6. Робити щось, до дозволяє тобі добре почуватися про себе
7. Платня
8. Похвала начальника (її частота)

Отже, порядок розташування очікуваних і реальних мотивацій був майже обернений. Схожі ефекти спостерігались, коли студенти MBA оцінювали менеджерів (управлінців) та своїх однокурсників.

## Зменшення упередження
Для зменшення цього упередження пропонується розглядати мотивації інших як свої власні.